# Juan García Rodenas
Juan García Rodenas (Albacete, 28 de diciembre de 1976) es un escritor español. Colaborador habitual en toda clase de fanzines y revistas literarias desde 1996, ha escrito relatos, artículos y libros de poesía, pero es conocido principalmente por sus novelas. Fue finalista en el II Premio de Novela Negra Rodrigo Rubio en 1998 con la obra Baladas que no canta el Diablo (El Libro de las Moscas). En 2000 resulta ganador del V Premio de Novela de la Universidad Politécnica de Madrid con la novela Perritos. Su personaje más popular es el inspector Serrano, protagonista de una serie de novelas de corte pulp (La Saga de la Ciudad Oscura) donde se entremezclan el género policiaco con el misterio y el terror.